# Beulah Bondi

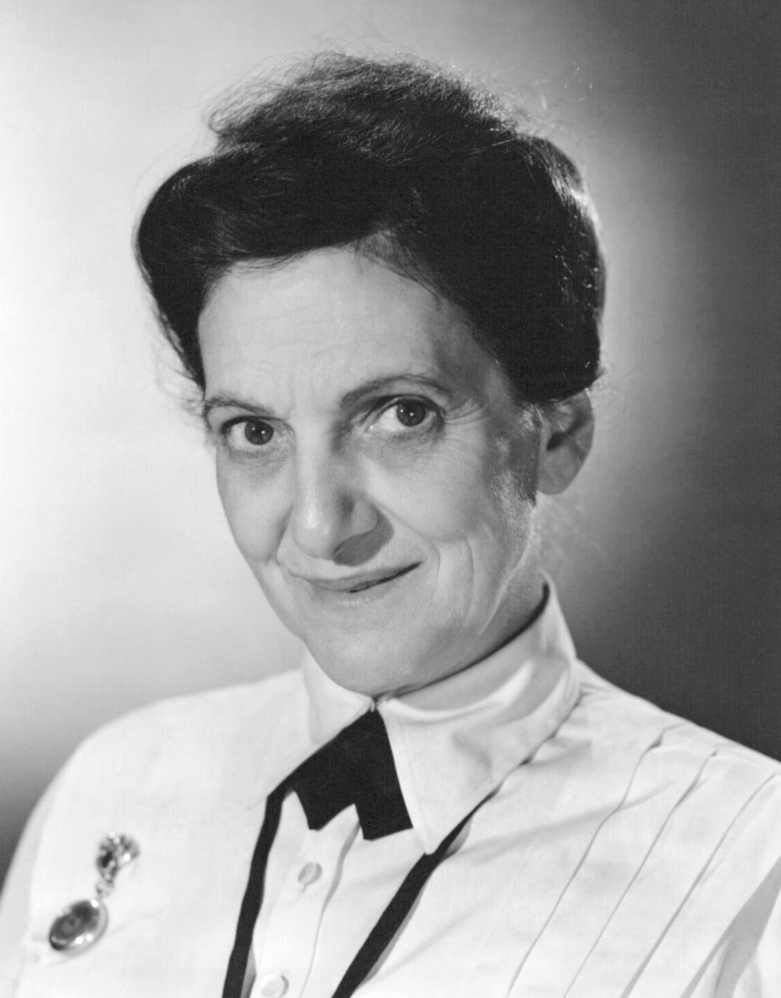
Beulah Bondi (1944)

Beulah Bondi (* 3. Mai 1888 in Chicago, Illinois, als Beulah Bondy; † 11. Januar 1981 in Los Angeles, Kalifornien) war eine US-amerikanische Schauspielerin.

## Leben
Beulah Bondi wuchs in Valparaiso im Bundesstaat Indiana auf. Nach einem Besuch der örtlichen Valparaiso University begann sie ihre Karriere als Schauspielerin in den 1910er-Jahren beim Theater. 1925 schaffte sie den Sprung an den Broadway, wo sie sich mit einer Rolle in Kenneth S. Webbs Stück One of the Family schnell als Charakterdarstellerin etablieren konnte. Es folgten Auftritte in beliebten Broadway-Stücken von Maxwell Anderson, Clemence Dane, Philip Barry und Sidney Howard. Ihr größter Erfolg war wohl das Stück Street Scene von Elmer Rice aus dem Jahr 1929. Für die gleichnamige Verfilmung wurde Bondi im Jahr 1931 in Hollywood engagiert, was für die bereits 43-Jährige das Filmdebüt bedeutete. Fortan sollte sie in zahlreichen Hollywood-Produktionen vor allem die Mütter der Hauptdarsteller verkörpern, später deren Großmütter.
Für ihre Auftritte in The Gorgeous Hussy (1936) und Of Human Hearts (1938) erhielt Bondi zwei Oscar-Nominierungen in der Kategorie Beste Nebendarstellerin. Die Mutter von James Stewart spielte sie in gleich vier Filmen, unter anderem in den Frank-Capra-Filmklassikern Mr. Smith geht nach Washington (1939) und Ist das Leben nicht schön? (1946). Ein fünftes und letztes Mal trat sie 1971 in einer Episode der Jimmy Stewart Show als dessen Mutter auf. Zu ihren bekannteren Auftritten gehören eine Adoptionsvermittlerin in Akkorde der Liebe (1941) neben Cary Grant und Irene Dunne, eine streitsüchtige Großmutter in Jean Renoirs Western Der Mann aus dem Süden (1945) sowie die Rolle der Miss Greer im Drama Die Schlangengrube (1948) neben Olivia de Havilland. Beulah Bondi galt als vielseitige Charakterdarstellerin, die auch ohne Probleme Rollen spielen konnte, die eigentlich deutlich älter als sie selbst waren. Einen der darstellerischen Glanzpunkte ihrer Karriere (und eine ihrer wenigen Hauptrollen) hatte sie 1937 im Film Kein Platz für Eltern unter der Regie von Leo McCarey. Hier spielte sie eine von der Weltwirtschaftskrise getroffene Greisin, die wegen finanzieller Probleme von ihrem geliebten Ehemann getrennt leben muss.
Neben ihrer Filmarbeit spielte Bondi auch weiterhin regelmäßig am Broadway. Mit Beginn des Fernsehens in den 1950er-Jahren war die Darstellerin auch dort regelmäßig zu sehen. In den 1960er- und 1970er-Jahren arbeitete Bondi angesichts ihres Alters seltener als Schauspielerin. Einen späten Erfolg feierte sie im Jahr 1977, als sie für ihren Auftritt als Tante Martha Corinne Walton in zwei Folgen der Familienserie Die Waltons einen Emmy als beste Gastdarstellerin gewinnen konnte. Sie starb 1981 im Alter von 92 Jahren an Lungenproblemen, die sie sich bei einem Sturz über ihre Katze zugezogen hatte. Obwohl Bondi auf der Leinwand regelmäßig Mütter spielte, war sie nie verheiratet und hatte keine Kinder. Ihr ist ein Stern auf dem Hollywood Walk of Fame gewidmet.

## Filmografie (Auswahl)
- 1931: Street Scene
- 1931: Arrowsmith
- 1932: Rain
- 1933: Rückkehr aus der Fremde (The Stranger’s Return)
- 1934: Two Alone
- 1935: Die Fee (The Good Fairy)
- 1936: The Gorgeous Hussy
- 1936: Tödliche Strahlen (The Invisible Ray)
- 1936: Kampf in den Bergen (The Trail of the Lonesome Pine)
- 1936: Flucht in die Liebe (The Moon’s Our Home)
- 1937: Kein Platz für Eltern (Make Way for Tomorrow)
- 1938: Der Freibeuter von Louisiana (The Buccaneer)
- 1938: Of Human Hearts
- 1938: Vivacious Lady
- 1938: Drei Schwestern aus Montana (The Sisters)
- 1939: Mr. Smith geht nach Washington (Mr. Smith Goes to Washington)
- 1939: On Borrowed Time
- 1940: Die unvergessliche Weihnachtsnacht (Remember the Night)
- 1940: Unsere kleine Stadt (Our Town)
- 1941: Mit einem Fuß im Himmel (One Foot in Heaven)
- 1941: Verfluchtes Land (The Shepherd Of The Hills)
- 1941: Akkorde der Liebe (Penny Serenade)
- 1943: Watch on the Rhine (Die Wacht am Rhein)
- 1944: The Very Thought of You
- 1945: Der Mann aus dem Süden (The Southerner)
- 1945: Stahlgewitter (Back to Bataan)
- 1946: Ist das Leben nicht schön? (It’s a Wonderful Life)
- 1946: Schwester Kenny (Sister Kenny)
- 1948: Die Schlangengrube (The Snake Pit)
- 1948: Ein Champion zum Verlieben (So Dear to My Heart)
- 1949: Guillotine (Reign of Terror)
- 1949: Der Mann, der zu Weihnachten kam (Mr. Soft Touch)
- 1950: Der Baron von Arizona (The Baron of Arizona)
- 1950: Die Farm der Besessenen (The Furies)
- 1952: Mann gegen Mann (Lone Star)
- 1954: Spur in den Bergen (Track of the Cat)
- 1956: Zurück aus der Ewigkeit (Back from Eternity)
- 1959: Die Sommerinsel (A Summer Place)
- 1959: Der Fischer von Galiläa (The Big Fisherman)
- 1961: Tammy Tell Me True
- 1962: Die Wunderwelt der Gebrüder Grimm (The Wonderful World of the Brothers Grimm)
- 1963: Sandra und der Doktor (Tammy and the Doctor)
- 1971: Alle meine Lieben (The Jimmy Stewart Show; Fernsehserie, eine Folge)
- 1974/1976: Die Waltons (Fernsehserie, zwei Folgen)